# 사와다니역
사와다니역(일본어: 沢谷駅)은 일본 시마네현 오치군 미사토 정에 위치한 서일본 여객철도 산코 선의 철도역이다. 단선 승강장 1면 1선의 구조를 갖춘 지상역이었다.

## 이용 현황
| 승차 인원 추이 | 승차 인원 추이 |
| 연도           | 1일 평균       |
| -------------- | -------------- |
| 1999           | 14             |
| 2000           | 12             |
| 2001           | 11             |
| 2002           | 8              |
| 2003           | 7              |
| 2004           | 7              |
| 2005           | 8              |
| 2006           | 8              |
| 2007           | 8              |
| 2008           | 10             |
| 2009           | 8              |
| 2010           | 6              |
| 2011           | 2              |
| 2012           | 2              |

## 역 주변
- 센바라 온천

## 역사
- 1975년 8월 31일 : 산코 선의 하마하라 역 - 구치바 역 간 연장에 의해 개업.
- 1987년 4월 1일 : 일본국유철도 분할 민영화에 의해, 서일본 여객철도가 승계.
- 2018년 4월 1일 : 산코 선의 폐선에 따라 역의 영업 업무 종료.

## 인접 역
| 서일본 여객철도 산코 선 | 서일본 여객철도 산코 선 | 서일본 여객철도 산코 선 |
| ----------------------- | ----------------------- | ----------------------- |
| 하마하라 고쓰 방면      | ■ 산코 선               | 우시오 미요시 방면      |